# National Anthem (пісня)
«National Anthem» — пісня, записана американською співачкою і авторкою пісень Ланою Дель Рей для її другого студійного альбому Born to Die (2012). Трек був випущений як сингл 6 липня 2012 року на Interscope Records. Пісня є п'ятим синглом альбому. Прем'єра музичного відео на пісню відбулася 27 червня 2012 року, а його режисером став Ентоні Мендлер, який також зняв короткометражний фільм Лани «Tropico». Кліп заснований на історії вбивства американського президента Джона Кеннеді.  

## Створення та композиція
У ліричному плані трек розповідає про мелодраматичну історію кохання Дель Рей, яка наказує своєму коханому присягнутися їй в вірності. За тематичною композицією пісня схожа на неопублікований трек Лани «Children of the Bad Revolution».
Композиція описується як альтернативний трек в стилі хіп-хоп та трип-хоп. Дель Рей використовує в пісні техніку, схожу на реп, що також зустрічається в композиціях «Born to Die», «Diet Mountain Dew», «Off to the Races», а також хіп-хоп біти і басові партії.
Вступ містить класичне виконання «Happy Birthday Mr. President».

## Музичне відео
Режисером музичного відео на «National Anthem» був Ентоні Мендлер. Прем'єра кліпу відбулася 27 червня 2012 року.
Відео починається з того, що Дель Рей виконує роль Мерилін Монро й співає пісню 1962 року «Happy Birthday Mr. President». Далі кліп зображує співачку у ролі Жаклін Кеннеді та репера ASAP Rocky у ролі Джона Ф. Кеннеді. Відео закінчується відтворенням фільму «Запрудер» де показано вбивство Кеннеді і монологом Дель Рей, що читає любовний лист.

### Прийом і вплив
У січні 2015 року Billboard назвав це відео одним з двадцяти найкращих музичних відео 2010-х (на даний момент), а у грудні 2019 року одинадцятим найкращим музичним відео десятиліття.

## Учасники запису
- Лана Дель Рей – вокал, бек-вокал, композитор.
- The Nexus – композитор, вокальний продюсер.
- Джастін Паркер – композитор, автор слів.
- Емілі Хейні – продюсер.
- Стів Тірпак – асистент продюсера.
- Мені Марокьюн – звукорежисер.
- Ерік Мадрид, Кріс Галланд – помічники звукорежисера.

## Нагороди й номінації
| Рік  | Церемонія             | Номінація                      | Результат  |
| ---- | --------------------- | ------------------------------ | ---------- |
| 2012 | UK Music Video Awards | Best Pop Video - International | Номіновано |
| 2012 | UK Music Video Awards | Best Styling In A Video        | Номіновано |